# Якобини, Анджело
Анджело Якобини (итал. Angelo Jacobini; 25 апреля 1825, Дженцано-ди-Рома, Папская область — 3 марта 1886, Рим, королевство Италия) — итальянский куриальный кардинал. Секретарь Священной Конгрегации по чрезвычайным церковным делам с 3 октября 1875 по 15 марта 1877. Асессор Верховной Священной Конгрегации Римской и Вселенской Инквизиции с 15 марта 1877 по 27 марта 1882. Кардинал-дьякон с 27 марта 1882, с титулярной диаконией Сант-Эустакьо с 30 марта 1882.